# La Gallina Caponata
La Gallina Caponata era un personaje del programa de televisión Barrio Sésamo, la versión española de Sesame Street. Era una gallina idealizada de dos metros de alto, de colores rojo y amarillo, y apareció en el espacio infantil desde 1979 hasta 1980. Era similar al personaje norteamericano Big Bird, aunque no se trata del mismo personaje. 
Su apariencia era la de una gallina muy caricaturizada. Tenía una personalidad muy similar a Big Bird, enseñando a los niños a leer y manteniendo la curiosidad por saber cosas, al igual que sus homólogos de otros programas, siendo el contraste perfecto al sabio caracol Perezgil. Sin embargo, no patinaba, bailaba ni montaba en bicicleta como sí puede hacerlo Big Bird, su similar estadounidense.
La audiencia española estuvo confundida desde el principio por las apariciones de Big Bird en películas como Follow That Bird;  Big Bird que fue confundido con Caponata por errores en el doblaje, pasó a llamarse Paco Pico en España, para diferenciarlo uno del otro. Esta confusión se acrecentó con la emisión del programa Juega Conmigo, Sésamo en 2006, programa animado basado en Sesame Street, versión estadounidense de Barrio Sésamo donde Big Bird, fue doblado bajo el nombre de Caponata en vez de Paco Pico, como solía hacerse. No está claro si fue un descuido por parte del estudio de doblaje o un homenaje al personaje interpretado por Emma Cohen. 
Durante las emisiones del programa, interactuaba con personajes humanos, siendo el principal personaje de las escenas filmadas en España y sus amigos eran "Perezgil", el caracol, Adela, Petri y Julián, a los que no importaba que Caponata fuese un pájaro.

## El nombre "Caponata"
El nombre Caponata proviene del nombre de la calle Caponata, en el barrio de Sarriá, Barcelona, donde vivía la esposa del creador del muñeco y director de la Primera serie, Enrique Nicanor.
La calle Caponata a su vez proviene del nombre Andreu Caponata i Greco que fue el nombre de un propietario de ascendencia italiana que en el año 1826 adquirió unos terrenos de cultivo con una casa de payés. El pueblo los denominaba "los campos de Caponata".